# Laurie Hughes
Laurie Hughes (Liverpool, 2 de marzo de 1924 – Liverpool, 9 de septiembre de 2011) fue un futbolista británico que jugó en la posición de centrocampista en el Liverpool. Fue tres veces internacional con la selección inglesa.

## Biografía
Nacido en el 12 Gleave Street, Everton, Liverpool, Hughes fue un duro centrocampista, que podía jugar de extremo. Hughes firmó por el Liverpool en 1943 procedente del Tranmere donde jugaba como infantil. De todas maneras, no fue hasta el 5 de enero de 1946 cuando hizo su debut en la tercera ronda del FA Cup contra el Chester. Durante la primera temporada de posguerra en la 1946–47 Hughes jugó 30 partidos y fue uno de los artífices del primer título de Liverpool en 24 años. Su único gol no llegó hasta el 8 de diciembre de 1951 en Anfield contra Preston. Hughes hizo el gol del empate a dos en el minuto 88.
En 1950, fue seleccionado para representar a Inglaterra en el Mundial de 1950 de Brasil convirtiéndose en el primer representante del Liverpool en el torneo de fútbol más importante del mundo. Hughes se lesionó de gravedad en la Charity Shield de 1950. Nunca jugó volvió a jugar con Inglaterra a causa de esrta lesión y comenzó su declive como jugador. Sigue siendo el único jugador inglés cuya carrera representativa en la selección consistió en partidos finales de la Copa del Mundo.
La suerte de Hughes y Liverpool cambió durante los años cincuenta cuando los Reds cayeron del primer nivel y lograron salvar el descenso durante la temporada 1952-53, pero no pudieron evitar el descenso una temporada después. Hughes se quedó en el Liverpool y tuvo una temporada decente en la temporada 1956-57 perdiendo solo un partido. Hughes jugó su último partido contra el Charlton el 28 de septiembre de 1957 a la edad de 33 años. Sin embargo, Hughes permaneció leal al club y no se retiró hasta mayo de 1960.
En la década de los 60, Hughes abrió una tienda de comestibles y en 1964 fue condenado por recibir bienes robados y fue multado con 20 £ después de comprar alimentos que eran propiedad de Woolworths..